# Dibulla (ort)
Dibulla är en ort i Colombia.   Den ligger i departementet La Guajira, i den norra delen av landet, 700 km norr om huvudstaden Bogotá. Dibulla ligger 4 meter över havet och antalet invånare är 4 402.
Terrängen runt Dibulla är huvudsakligen platt, men söderut är den kuperad. Havet är nära Dibulla åt nordväst. Runt Dibulla är det ganska glesbefolkat, med 29 invånare per kvadratkilometer. Det finns inga andra samhällen i närheten. Omgivningarna runt Dibulla är en mosaik av jordbruksmark och naturlig växtlighet.